# Gustav Adolf Bergenroth
Gustav Adolf Bergenroth (* 26. Februar 1813 in Oletzko, Ostpreußen; † 13. Februar 1869 in Madrid) war ein deutscher Historiker.

## Leben und Forschungserträge
Bergenroth studierte an der Albertus-Universität Königsberg Rechtswissenschaft. Er war seit 1833 Mitglied des Corps Masovia. Nach den Examen trat er in den preußischen Staatsjustizdienst. In der Deutschen Revolution 1848/1849 wurde er als „revolutionärer Klubführer und Preßleiter“ aus dem preußischen Staatsdienst entlassen. 1850 half er Gottfried Kinkel bei der Flucht aus der Zitadelle Spandau. Er ging dann nach Kalifornien, kehrte aber 1851 nach Europa zurück und widmete sich 1857 gründlichen Studien in englischen Archiven über die Zeit der Tudors.
1860 begab er sich wiederum zu Forschungszwecken nach Simancas in Spanien und erhielt den Auftrag, für die britische Regierung ein Regestenwerk über die England betreffenden Akten in spanischen Archiven wie etwa dem Archivo General de Simancas zu erarbeiten. Dabei traf er durch Zufall mit dem frisch habilitierten Wilhelm Maurenbrecher zusammen, der 1862 bei seinem Lehrer Heinrich von Sybel in Bonn eine Arbeit über Kaiser Maximilian II. und die Deutsche Reformation vorgelegt hatte und sich bis 1863 ebenfalls am Archiv in Simancas aufhielt. Maurenbrecher arbeitete gerade an einer Biographie über Karl V. Er schätzte Bergenroth zwar persönlich, kritisierte aber Bergenroths Thesen zu Johanna der Wahnsinnigen mehr als deutlich. Die Annahme, Johanna sei gar nicht wahnsinnig gewesen, wies er zurück. In seiner Einschätzung stützte sich Maurenbrecher neben Bergenroths eigenen Arbeiten auf Louis Prosper Gachard, der anhand eigener Studien in Simancas Zweifel an diesem immer wieder geäußerten und von Bergenroth erhärteten Verdacht erhoben hatte.
Bergenroth fasste seine Ergebnisse und Ansichten zur Frage des Wahnsinns der spanischen Königin in dem 1868 veröffentlichten Aufsatz Kaiser Karl V und seine Mutter Johanna nochmals zusammen.
Kurze Zeit später starb Bergenroth in Madrid „an den Folgen eines bösartigen Fiebers“ (in consequence of a malignant fever).

„Sein Leben ist ein Roman. 1848, wo er schon Kammergerichtsassessor war, schloß er sich der Revolution an und stand an der Ecke der Taubenstraße auf der Barrikade. Im folgenden Jahre schrieb B. an Manteuffel, dass seine politischen Ansichten ihm einstweilen nicht gestatteten, im Staatsdienst zu verbleibe[n]; er müsse eine Zeit abwarten, wo ein anderer Minister die Justiz leite. Dann ging er nach Frankfurt, bald darauf nach Amerika im Auftrage einer Gesellschaft, die in Kalifornien Ländereien aufkaufen wollte. In San Franzisko angelangt, verlor er alles und stand vor dem Nichts. Er sammelte 70 Kolonisten verschiedener Nationen um sich, über die er sich zum Häuptling aufschwang und gründete nun ein selbständiges Fürstentum, in dem er als Autokrat lebte. Er bekam Ärger mit den Amerikaner[n] und ging nach England. Er ist im 16. und 17. Jahrhundert so bewandert, als ob er mit allen hervorragenden Persönlichkeiten jener Zeit gelebt hätte. Er bereitet sich jetzt vor, eine Geschichte Kaiser Karls V. zu schreiben.“

Vom Gros der zeitgenössischen Geschichtswissenschaft wurde er trotz allseits anerkannter Expertise und Quellenkenntnis nicht sehr ernst genommen, und seine abwegig erscheinenden Sondermeinungen und Enthüllungen wurden als sensationalistische Effekthascherei abgetan. Neben der Annahme, Johanna die Wahnsinnige sei nicht geisteskrank gewesen, erregte auch seine Behauptung, Katharina von Aragon habe vor und nach ihrer Eheschließung mit König Heinrich VIII. ein Liebesverhältnis mit ihrem Beichtvater gehabt, sowie seine erst postum veröffentlichte Darstellung des Schicksals von Don Carlos anhand von ihm untersuchter Quellen beim zeitgenössischen Fachpublikum Anstoß, weil er damit den damals führenden Autoritäten wie Leopold von Ranke oder Sybel widersprach, die allerdings nicht seine spezifischen Aktenkenntnisse besaßen, und weil seine Darstellungen oft nicht in das erhabene Bild passten, das man sich von großen historischen Gestalten zeichnete. Sein früher Tod, der ihn an der Vollendung eines eigenen darstellenden Geschichtswerks hinderte, trug zusätzlich zu dieser negativen Beurteilung bei. Eine Neubewertung von Bergenroths Forschungserträgen durch die aktuelle Geschichtswissenschaft steht noch weitgehend aus.
Auch das von Schlözer erwähnte Vorhaben zu Kaiser Karl V. konnte Bergenroth nicht mehr verwirklichen. Seine Quellenwerke stellen hingegen noch heute einen bedeutenden Fundus für die Erforschung der frühneuzeitlichen Diplomatie dar.

## Werke
Das Regestenwerk über England erschien unter dem Titel: Calendar of letters, despatches and state papers relating to the negotiations between England and Spain, preserved in the archives of Simancas and elsewhere (London 1862–68, 3 Bände). Die drei zu Bergenroths Lebzeiten erschienenen Bände bildeten den Anfang eines postum fortgeführten Standardwerkes:
- Volume 1. Henry VII. 1485–1509.
- Volumes 2–8. Henry VIII. 1509–[1546] 12 v.
- Volumes 9–10. Edward VI. 1547–[1552]
- Volumes 11. Edward VI. and Mary. 1553.
- Volumes 12. Mary. January–July 1554.
- Volumes 13. Philip and Mary. July 1554 – November 1558